# Орден Крови (Тунис)
Орден Крови или Ничан ад-Дам (араб. ﻧﻴﺸﺎﻥ ﺍﻟﺪﻢ‎) — тунисский династический орден, основанный в 1839–1840 годах беем Ахмедом I и вручавшийся до отмены монархии Хусейнидов в 1957 году. Второй после ордена Славы в иерархии бейликских орденов.

## Описание
Имел один класс, представлял собой ожерелье, выполненное в виде золотого солнца с двенадцатью лучами, украшенными бриллиантами. Лента была зелёного цвета с двумя красными полосами ближе к краю.

## Награждённые
Будучи очень ценным, орден вручался редко: помимо принцев Туниса и других государств, эту награду получили лишь несколько государственных деятелей. В их числе:
- Луи-Филипп I, король Франции
- Антуан Орлеанский, герцог де Монпансье
- Генрих Орлеанский, герцог Омальский
- Франсуа Орлеанский, принц де Жуанвиль
- Наполеон III, император Франции
- Леопольд I, король Бельгии
- Фредерик VII, король Дании
- Карл XV, король Швеции и Норвегии
- Виктор Эммануил II, король Италии
- Шарль де Голль, сопредседатель Французского комитета национального освобождения (26 июня 1943 года)[3]